# قبیله کومبای

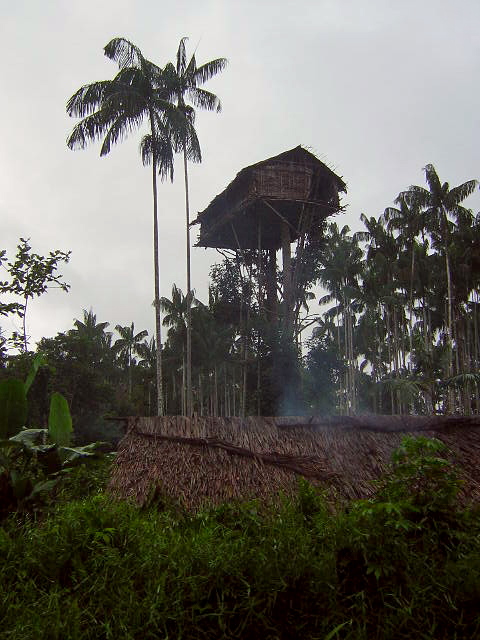

قبیله کومبای (به انگلیسی: Kombai people) قبیله‌ای در استان پاپوآی اندونزی گینه نو است. مردم این قبیله برای هیچ کاری از لباس استفاده نمی‌کنند و تنها مردان این قبیله آلت جنسی خود را به وسیله لوله ای چوبی پوشش می دهند و مردان هر زمان که بخواهند می توانند عمل دخول را انجام دهند.
- مشارکت‌کنندگان ویکی‌پدیا. «Kombai people». در دانشنامهٔ ویکی‌پدیای انگلیسی، بازبینی‌شده در ۲۰ ژانویه ۲۰۱۴.